# Перси Джексон и Олимпийцы. Секретные материалы
«Перси Джексон и Олимпийцы. Секретные материалы» — дополнение к циклу книг о Перси Джексоне, содержащее три рассказа Рика Риордана о приключениях Перси — «Перси Джексон и Украденная колесница», «Перси Джексон и Бронзовый Дракон», «Перси Джексон и Меч Аида», а также ряд интервью с главными героями цикла, кроссворд, цветные вклейки с краткими характеристиками богов-олимпийцев. События «Меча Аида» являются прямым продолжением «Лабиринта Смерти» и навязываются на «Последнее пророчество».

## Перси Джексон и Украденная колесница
Первый рассказ из книги «Перси Джексон и Олимпийцы. Секретные материалы». Перси встречает Клариссу — своего старого врага из Лагеря полукровок. Он узнает, что её старшие братья-боги украли у неё колесницу Ареса. Перси решается помочь Клариссе и отправляется с ней на поиски Фобоса и Деймоса. Они находят их в зоопарке вместе с колесницей, но чтобы забрать её обратно Перси и Клариссе придётся сразиться с двумя младшими богами и успеть доставить колесницу обратно Аресу.

## Перси Джексон и Бронзовый Дракон
Второй рассказ из книги «Перси Джексон и Олимпийцы. Секретные материалы». Перси Джексон отдыхает в Лагере полукровок после очередных приключений. Но на очередной игре в захват флага он со своим другом Бекендорфом находит Мирмеков — гигантских муравьев, несущих металлическую голову Дракона. Бекендорф рассказывает Перси о том, что до дерева Талии жители лагеря искали разные способы защиты. Самым долгим был Бронзовый Дракон — автоматон, предназначенный для охраны лагеря. Бекендорф просит Перси помочь ему добыть эту голову. Неожиданно, застав Перси Джексона врасплох, появляются Аннабет Чейз и Селена Богарт. В этот момент Мирмеки ловят Бекендорфа и забирают его в свой муравейник. Чтобы спасти Бекендорфа Перси Джексону и его друзьям придётся найти тело дракона, починить его и отправиться в муравейник Мирмеков менее чем за час, иначе Бекендорф будет съеден гигантскими муравьями.

## Перси Джексон и Меч Аида
Третий рассказ из книги «Перси Джексон и Олимпийцы. Секретные материалы». На этот раз он попадает в подземный мир вместе со своими друзьями Талией Грейс — дочерью Зевса и Нико ди Анджело — сыном Аида. Они должны помочь Персефоне найти похищенный меч Аида до того, как вор выберется из подземного царства, и узнать кто же тот таинственный похититель меча. Перед Перси Джексоном встает сложный выбор: возвращать ли меч Аиду, ведь Аид сделал меч без ведома других богов?

## Герои книг о Перси Джексоне

### Полукровки
- Перси Джексон — (12-16), полубог, сын Посейдона; главный герой. Как и все полубоги страдает дислексией, дефицитом внимания и гиперактивностью. Обладатель меча Анаклузмос (с греческого: «стремительное течение»).
- Аннабет Чейз — возраст 12-16 лет, полубог, дочь Афины, подруга и возлюбленная Перси. Очень умна, способный стратег и хороший архитектор. В арсенале имеет нож.
- Талия Грейс — 15 лет, полубог, дочь Зевса. Дружила с Аннабет и Лукой, но после нападения чудовищ пожертвовала собой, чтобы спасти друзей. Была спасена Зевсом и превращена в священную сосну, охраняющую границы «Лагеря полукровок». В «Море Чудовищ» была отравлена Лукой и исцелена Золотым Руном, вернув себе человеческий облик. В «Проклятии титана» принимает присягу Артемиде и становится её охотницей.
- Нико ди Анджело — возраст 10-12 лет, полубог, сын Аида. Души не чает в своей сестре Бьянке. Клянётся отомстить Перси за её смерть, временно командует армией мёртвых. Впоследствии, разобравшись в его непричастности к смерти сестры, отказывается от планов мести. Обладает мечем из стигийской стали.
- Кларисса Ла Ру — (14-18 лет), полубог, дочь Ареса. Отважная девушка, не побоявшаяся в одиночку спуститься в Лабиринт Дедала. Терпеть не может Перси, но испытывает к нему уважение. Победила дракона в «Последний Олимпиец».
- Эфан Накамура — полукровка, сын богини мщения Немезиды. Примкнул к Луке, заблудился в Лабиринте Дедала. Был схвачен и доставлен Антею для его гладиаторских боёв. Отверг богов, что стало последним элементов для воскрешения Кроноса, им же убит в «Последнем Пророчестве».
- Братья Стоулл — (15-19 лет) Тревис и Коннор Стоулл. Старосты домика Гермеса. Не являются близнецами, так как Коннор на год старше своего брата, но их считают таковыми. Мастера шуток, подвохов и розыгрышей. Дети Гермеса.
- Силена Богард— старшая дочь Афродиты. Староста домика Афродиты, возлюбленная Бекендорфа. Прикинулась Кларисой и повела детей Ареса в бой, погибла в битве с Лидийским змием.
- Чарльз Бекендорф— сын Гефеста. Отличный кузнец. Погиб в «Последнем Пророчестве», взорвав корабль чудовищ «Принцесса Андромеда» с собой на борту. Встречался с Селеной Богард, друг Перси.

### Боги
- Аид — брат Зевса и Посейдона, повелитель подземного царства мёртвых. В цикле книг о Перси Джексоне — отец Нико и Бьянки ди Анджело.
- Персефона — жена Аида, повелителя подземного царства мёртвых.

### Титаны
- Япет/Иапет — титан Запада, его имя означает прокалыватель, потому что именно это он делает со своими врагами. В «Перси Джексон и Секретные материалы» Перси окунул его в Лету, сказал Япету/Иапету, что он хороший и что зовут его Боб.

### Существа
- Хирон — кентавр и наставник героев в «Лагере полукровок». Тренировал не одно поколение героев. Благосклонно относится к Перси Джексону. Сын Кроноса, но не любит говорить об этом.
- Миссис О’Лири — адская гончая Дедала, впоследствии Перси Джексона.

### Англоязычные сайты
- Official Percy Jackson UK website
- Official Percy Jackson US website
- Rick Riordan’s website for news about Percy Jackson
- The Lightning Thief: Percy Jackson and the Olympians: Book 1 (Audiobook)